# La Hêtrière-McGinley Corner
La Hêtrière-McGinley Corner est une ancienne municipalité du Nouveau-Brunswick.
Constitué le 9 novembre 1966, le district de services locaux a été fusionné à d'autres pour former le nouveau village de Memramcook le 8 mai 1995. Le nom légal a mal orthographié McGinleys Corner.

Carte de Memramcook, montrant la situation de La Hêtrière et de McGinleys Corner le long de la route 106.